# Філіп Соукуп
Філіп Соукуп (чеськ. Filip Soukup; нар. 14 вересня 1973) — чеський борець греко-римського стилю, учасник Європейських ігор, чемпіонатів світу та Європи, призер міжнародних турнірів.

## Життєпис
Боротьбою почав займатися з 1979 року. У 1992 році став другим на кубку світу серед молоді. У 1993 році здобув срібну медаль чемпіонату світу серед молоді.
Виступає за борцівський клуб «Сокол» Пльзень. Тренер — Ервін Варга (з 2001).
Восьмиразовий чемпіон Чехії з греко-римської боротьби (1994—1995, 1997, 2000—2003, 2007).
Після завершення активних виступів на борцівському килимі розпочав тренерську діяльність. Був старшим тренером «Сокол Пльзень». У 2013 році вирішив повернутися на килим і взяв участь у національному чемпіонаті. Там майже сорокарічний спортсмен несподівано вийшов у фінал, де мінімально поступився Артуру Омарову, який був на 15 років молодше з рахунком 1:2.

## Спортивні результати на міжнародних змаганнях

### Виступи на Чемпіонатах світу
| Змагання                        | Збірна | Вагова категорія                 | Місце |
| ------------------------------- | ------ | -------------------------------- | ----- |
| Чемпіонат світу з боротьби 1997 | Чехія  | греко-римська боротьба, до 85 кг | 26    |
| Чемпіонат світу з боротьби 2001 | Чехія  | греко-римська боротьба, до 85 кг | 23    |
| Чемпіонат світу з боротьби 2003 | Чехія  | греко-римська боротьба, до 84 кг | 30    |

### Виступи на Чемпіонатах Європи
| Змагання                         | Збірна | Вагова категорія                 | Місце |
| -------------------------------- | ------ | -------------------------------- | ----- |
| Чемпіонат Європи з боротьби 2000 | Чехія  | греко-римська боротьба, до 85 кг | 13    |
| Чемпіонат Європи з боротьби 2002 | Чехія  | греко-римська боротьба, до 84 кг | 11    |
| Чемпіонат Європи з боротьби 2003 | Чехія  | греко-римська боротьба, до 84 кг | 16    |

### Виступи на інших змаганнях
| Змагання                                                             | Збірна | Вагова категорія                 | Місце  |
| -------------------------------------------------------------------- | ------ | -------------------------------- | ------ |
| Гран-прі Німеччини з боротьби 1993                                   | Чехія  | греко-римська боротьба, до 90 кг | 7      |
| Гран-прі Німеччини з боротьби 1995                                   | Чехія  | греко-римська боротьба, до 90 кг | 6      |
| Тестовий турнір FILA 1998                                            | Чехія  | греко-римська боротьба, до 85 кг | Срібло |
| Олімпійський кваліфікаційний турнір з боротьби 2000 (Фаенца)         | Чехія  | греко-римська боротьба, до 85 кг | 14     |
| Олімпійський кваліфікаційний турнір з боротьби 2000 (Клермон-Ферран) | Чехія  | греко-римська боротьба, до 85 кг | 20     |
| Олімпійський кваліфікаційний турнір з боротьби 2004 (Новий Сад)      | Чехія  | греко-римська боротьба, до 84 кг | 22     |
| Олімпійський кваліфікаційний турнір з боротьби 2008 (Роме-Остія)     | Чехія  | греко-римська боротьба, до 84 кг | 27     |

### Виступи на змаганнях молодших вікових груп
| Змагання                                      | Збірна         | Вагова категорія                 | Місце  |
| --------------------------------------------- | -------------- | -------------------------------- | ------ |
| Чемпіонат світу з боротьби серед юніорів 1991 | Чехословаччина | греко-римська боротьба, до 81 кг | 5      |
| Кубок світу з боротьби серед молоді 1992      | Чехія          | греко-римська боротьба, до 90 кг | Срібло |
| Чемпіонат Європи з боротьби серед молоді 1992 | Чехія          | греко-римська боротьба, до 90 кг | 7      |
| Чемпіонат світу з боротьби серед молоді 1993  | Чехія          | греко-римська боротьба, до 90 кг | Срібло |